# Пересыльная тюрьма (Казань)
Пересыльная тюрьма — историческое здание в Казани, вблизи Казанского кремля, на улице Батурина. Построено в начале XVIII века. Объект культурного наследия федерального значения.

## История
Здание было возведено для суконной фабрики купца И. А. Михляева (Микляева). В 1722 году фабрику посетил Пётр I. В конце XVIII века корпуса фабрики выкуплены казной, расширены и превращены в пересыльную тюрьму.
В здании тюрьмы содержались, в числе прочих, декабристы, в июне 1827 года в тюрьме скончался декабрист А. М. Гриневицкий. В 1863 году в ней помещались участники революционных кружков и члены общества «Земля и воля». Некоторое время в тюрьме содержались участники студенческой сходки 4 декабря 1887 года, среди которых был В. И. Ульянов. В 1889—1890 гг. в тюрьме держали Н. Е. Федосеева, создававшего первые марксистские кружки в стране
Тюрьма была капитально отремонтирована в 1876 году. Комплекс продолжал использоваться как тюрьма до 1960-х гг., после чего в здании был размещён онкологический диспансер. В 2015-2016 гг. здание отреставрировано и приспособлено для размещения научных институтов.

## Архитектура
Комплекс двух- и трёхэтажных корпусов, прилегающий к изгибу кремлёвской стены, объединён в единое здание, окружающее вытянутый с севера на юг внутренний двор. Въезд во двор сооружён с северной стороны, оформлен аркой с массивными двойными воротами. Фасад оштукатурен и побелен, он практически лишён декора, что соответствует назначению здания.